# 奧特里維爾 (北卡羅萊納州)
奧特里維爾（英語：Autryville）是一個位於美國北卡羅萊納州桑普森縣的城鎮。

## 人口
根據2020年美國人口普查的數據，奧特里維爾的面積為1.35平方千米，皆為陸地。當地共有人口167人，而人口密度為每平方千米124人。